# Podslon (film)
Podslon (Schuilplaats) is een Bulgaarse dramafilm uit 2010 onder regie van Dragomir Sjolev.

## Verhaal
Emil Stoitsjev is een voormalig zwemkampioen en trainer van een waterpoloteam dat net de tweede prijs heeft gewonnen. Tijdens de terugreis belt zijn vrouw hem om te zeggen dat hun twaalfjarige zoon Radostin niet is thuisgekomen. Ze raken in paniek en melden hun zoon als vermist bij de politie. Bij thuiskomst blijkt hun zoon op zijn kamer te zijn. Hij heeft twee vrienden uit de punkscene meegebracht. Tot ergernis van Emil gedragen ze zich alsof ze thuis zijn. Radostins moeder is allang blij dat haar zoon terecht is en slooft zich tevergeefs uit om het iedereen naar de zin te maken. Emil vraagt zich af hoe het kan dat Radostin vrienden wordt met de eerste de beste drugsverslaafden die hij tegenkomt, terwijl hij toch een goede vader heeft geprobeerd te zijn.

## Rolverdeling
- Tsvetan Daskalov als Emil Stoitsjev
- Janina Kasjeva
- Irena Christoskova als Tenx
- Silvia Gerina als Courtney
- Kalojan Siriiski als Radostin Stoitsjev
- Joeri Rachnev als inspecteur

## Prijzen
Podslon won in 2011 de Grote Prijs op het Internationaal film festival van Sofia, evenals de Kodak-prijs voor beste Bulgaarse speelfilm en de publieksprijs.